# Craquement des articulations

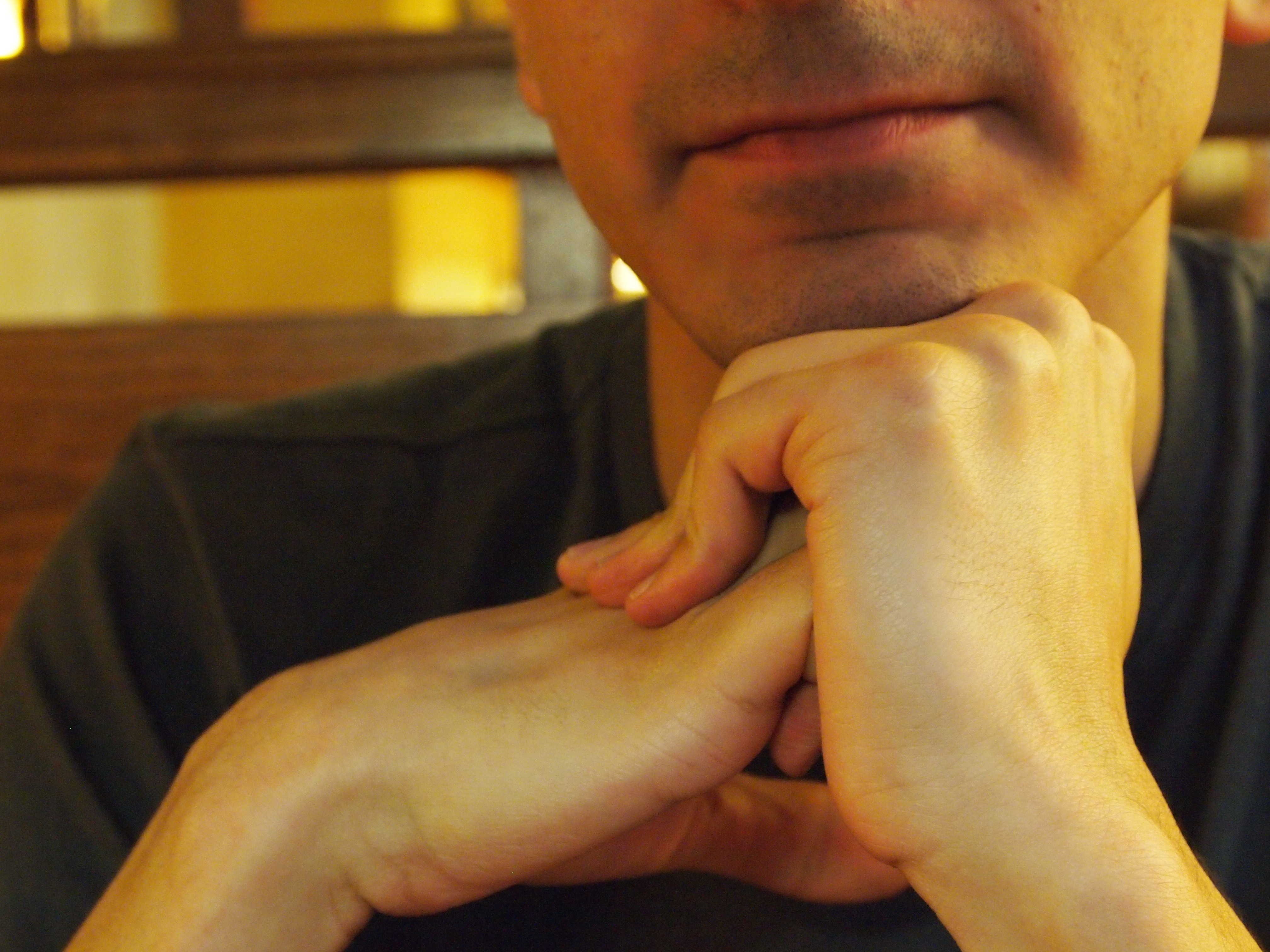
Craquement des articulations des mains.

Le craquement des articulations est la conséquence (volontaire ou involontaire) d'une contrainte articulaire produisant un bruit de craquement ou un claquement. La forme la plus commune de ceci est le craquement délibéré des phalanges des doigts de la main. Il est possible de faire craquer beaucoup d'autres articulations comme celles au niveau des vertèbres cervicales, des hanches, des poignets, coudes, épaules, pieds, genoux, mâchoires, et autour du calcaneum. Ce craquement est utilisé en chiropractie.

## Causes
Selon une étude de bioingénierie réalisée en 1971, s'il est quelquefois possible d'entendre un cliquement léger au niveau du genou ou de la hanche, dû au passage d'un tendon sur une protubérance osseuse, dans la majorité des cas, les craquements entendus sont dus à une phénomène de cavitation causé par la séparation des surfaces articulaires, qui voit se créer une bulle gazeuse dans le liquide synovial des articulations méta-carpo-phalangiennes, laquelle en explosant émet le bruit. 
Une étude réalisée en 2015 par des chercheurs de l'université de l'Alberta, basée sur des IRM en temps réel, confirme que le bruit provient de la création d’une sorte de cavité se remplissant de gaz au sein du liquide synovial qui sert de lubrifiant naturel entre deux zones cartilagineuses et non pas de l'implosion de micro-bulles préexistantes, comme certains le croyaient. 
Une étude en 2018, basée sur un modèle mathématique prenant en compte de nombreux paramètres (coefficient de tension de surface du liquide, excentricité du joint de fissuration…), reprend  cette explication.

## Lien avec l'arthrite
Le fait de craquer souvent ses articulations (surtout au niveau des doigts) est souvent dit cause d'arthrite prématurée, pour des douleurs alors plus prononcées, mais une étude menée par l'allergologue Donald Unger qui n'a fait craquer que les doigts de sa main gauche pendant plus de 60 ans infirme cette idée reçue, ce qui lui a valu de gagner le prix Ig Nobel 2009 en médecine. Cette étude, bien que menée très rigoureusement, n'a été faite que sur un seul sujet et ne peut donc être généralisée de façon certaine à l'ensemble de la population.
Une autre étude parue en 2011 et faite à partir de 215 radiographies de personnes âgées entre 50 et 89 ans, confirme cette première étude et conclut que ceux qui faisaient fréquemment craquer leurs doigts ne souffraient pas plus d'arthrose que ceux qui ne le faisaient pas ou rarement.
Cependant, le fait de craquer ses jointures sur une période prolongée conduit à un gonflement des mains et réduit la force de préhension.

## Techniques

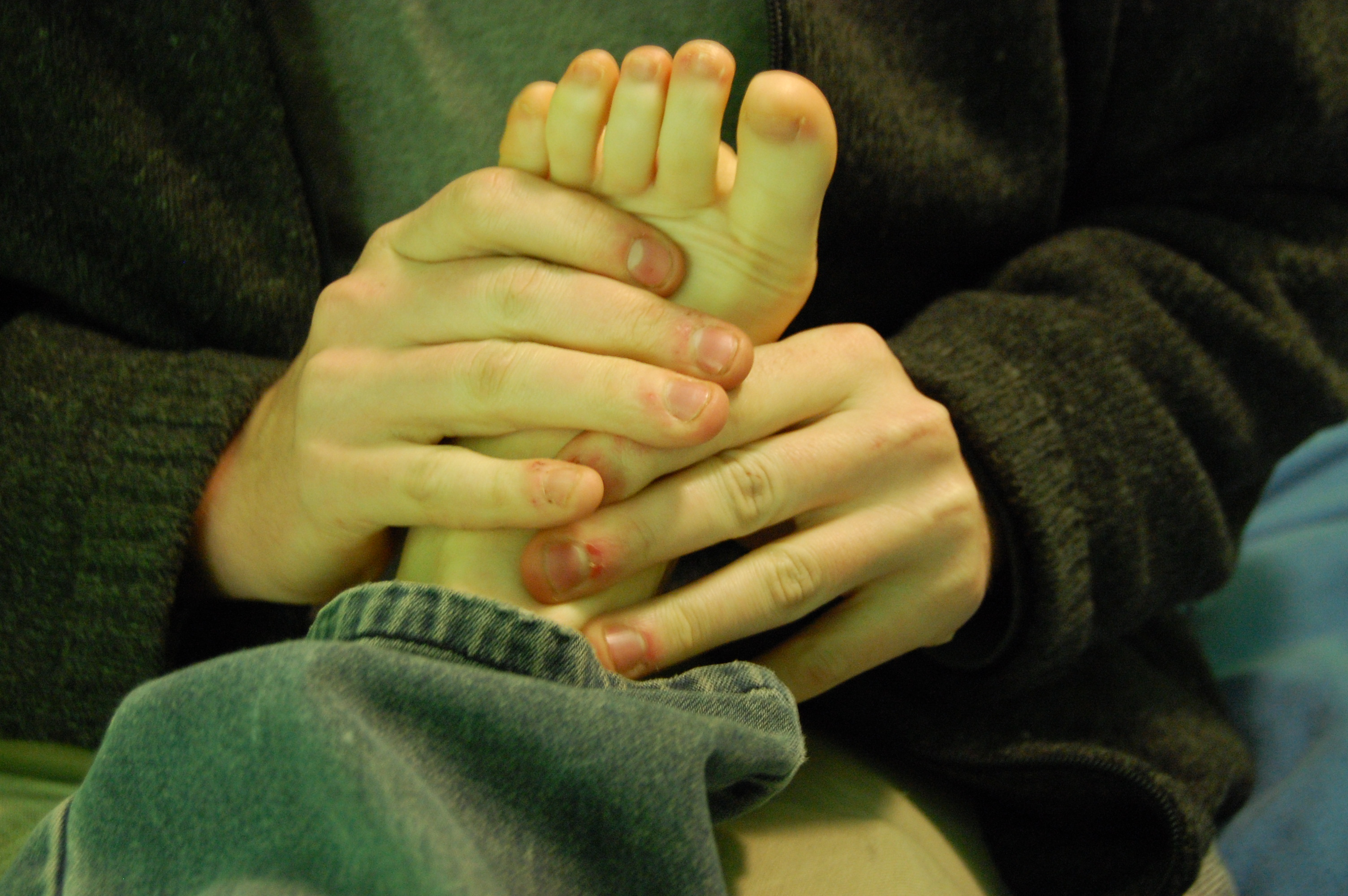
Craquement des articulations du pied.

Pour provoquer le craquement de leurs doigts, la plupart des individus les plient ou les tendent dans des positions inhabituelles, généralement impossibles à atteindre autrement qu'avec ces manipulations externes. Toutefois, faire craquer un doigt qui vient d'être sollicité est généralement reconnu comme étant palliatif : par exemple, on peut travailler un doigt en extension, le tirant dans sa longueur en éloignant son extrémité de la paume, le plier vers l'arrière (en flexion), ou le travailler en torsion.
Le claquement de tendons ou de tissu cicatriciel sur une proéminence (comme dans le claquage de hanche ou tendinite du psoas iliaque) peut également générer un bruit de claquement fort.